# اندبو
اندبو (به لاتین: Andebu) یک شهرداری در نروژ است که در وستفولد واقع شده‌است.

## خصوصیات
اندبو ۱۸۶ کیلومترمربع مساحت و ۵٬۰۳۱ نفر جمعیت دارد.